# Кумеляускас, Донатас
Донатас Кумеляускас (лит. Donatas Kumeliauskas; род. 13 июля 1987, Электренай, Тракайский район) — литовский хоккеист, левый нападающий. Игрок сборной Литвы. Старший брат Тадаса Кумеляускаса.

## Биография
Хоккеем стал заниматься с 8 лет. Воспитанник хоккейной школы «Энергии» из Электреная. В составе своего клуба играл как в чемпионате Литвы, так и в открытом чемпионате Латвии. В 2005 году перебрался в Латвию, в клуб «Металлург» Лиепая, в составе которого стал бронзовым призёром национального первенства и участвовал в открытом первенстве Белоруссии. В 2007 году перешёл в "Латгале.
В 2009 году переехал во Францию, где выступал в составе клуба «Авиньон». Предварительно он выступал в составе другой команды, однако полноценный контракт не подписал, а помощь в переходе в состав авиньонцев ему оказал агент. С 2010 года играл в «Арыстане» Темиртау из Казахстана.
Силовой приём, который провёл Кумеляускас 27 марта 2013 года против Дмитрия Учайкина, привёл к смерти Учайкина.

### В сборной
В сборной Литвы играл с 2006 года. В составе юношеской и молодёжной сборных был с 2001 по 2006 годы. С молодёжной сборной выиграл чемпионат мира в дивизионе C и завоевал серебряные награды в дивизионе B.

## Личная жизнь
Отец работает на гидроэлектростанции, мать в супермаркете.
Владеет литовским, английским и русским языками. Любит слушать музыку и смотреть фильмы. Кумиром считает Дайнюса Зубруса.